# Phoenix (système d'arcade)
Pour les articles homonymes, voir Phoenix.
Le Phoenix est un système de jeux vidéo pour borne d'arcade destiné aux salles d'arcade, créé par la société Atari Games.

## Description
Le lancement de ce système est effectué en 1996 par Atari Games. Il succède au système d'arcade d'Atari Games Flagstaff.
Le Phoenix est très similaire au système d'arcade Seattle et Flagstaff. Il utilise la même architecture, les différences résident dans la fréquence du processeur principal, un choix de processeur et de puce audio différent. Les jeux se présentent sous la forme de disques dur à connecter sur la PCB principale.
Un seul jeu sort sur ce hardware : Wayne Gretzky's 3D Hockey.

## Spécifications techniques

### Processeur
MIPS R4700 (MIPS) cadencé de 100MHz
RAM : 4MB, 512KB Boot ROM

### Processeur graphique
- 3DFX FBI avec 2MB frame buffer
- 3DFX TMU with 4MB texture memory
- 3D texturée, capable de toutes les fonctions 3DFX

### Audio
- DCS Sound System (ADSP 2115 cadencé à 16MHz)
- RAM : 4MB DRAM

## Autres
- Controlleur système : Galileo GT64010
- Controlleur IDE : National Semiconductor PC87415
- I/O board : Midway I/O ASIC

### Média
- Disque dur

## Liste des jeux
| Titre                     | Développeur | Éditeur     | Système | Genre | Date |
| ------------------------- | ----------- | ----------- | ------- | ----- | ---- |
| Wayne Gretzky's 3D Hockey | Atari Games | Atari Games | Phoenix |       | 1996 |